# Famille Castelnau
Cet article possède un paronyme, voir Famille de Curières de Castelnau.
Pour les articles homonymes, voir Castelnau.
La famille Castelnau est une famille française issue de Montpellier et de la bourgeoisie protestante.

## Historique
Le lignage naît avec le mariage Louis-Michel Castelnau et Jeanne Bazille en 1792, qui scelle l'union de leurs deux familles.
Il s'impose en un siècle « au sein de la grande bourgeoisie d'affaires héraultaise », principalement dans le secteur du négoce. La conscience familiale de ses membres demeure vivace avec le temps, fondée en particulier sur le protestantisme et la mémoire des persécutions religieuses, ce qui se traduit notamment par la rédaction de textes commémoratifs et l'établissement d'un arbre généalogique. À la fin du XIXe siècle, des cousinades sont encore organisées.
Elle s'allie avec de multiples autres familles de la bourgeoisie montpelliéraine, comme les Doxat, les Liechtenstein ou les Roux, dans une logique de stratégies matrimoniales tendant, selon Lionel Dumond, à l'« affermissement du capital financier », mais aussi l'acquisition d'un capital « symbolique » (union avec des avocats ou des pasteurs). Le bâtonnier François Bedel estime ainsi qu'à l'orée du XXe siècle, elle « tient » la ville.

## Filiation
- Louis-Michel Castelnau, négociant et maire de Montpellier (1771-1840), marié avec Jeanne Bazille
  - Émile Castelnau (1793-1869), négociant (Bazille et Castelnau) et membre de la chambre de commerce de Montpellier, conseiller municipal d'Aimargues[5], marié à Anaïs Pomier (1800-1880)
    - Albert Castelnau (1823-1877)
    - Eugène Castelnau (1827-1894)
    - Paul Castelnau (1832-1892), négociant
    - Edmond Castelnau (1834-1910), négociant

  - Gustave Castelnau (1798-1872), banquier (Blouquier), époux d'Ernestine de Paul
  - Junius Castelnau (1795-1855)
  - Jules Castelnau (1804-1872), banquier (Imer Frères et Castelnau), époux d'Adèle Fuzier puis de Caroline Baccuet
    - Eugène Castelnau (1840-1909), banquier
      - Jules Castelnau (1869-1915), banquier et naturaliste, membre de l'Académie des sciences et lettres de Montpellier
      - Michel Castelnau (1880-1965), banquier, membre de l'Académie de Montpellier

  - Délie, mariée à Scipion Bazille
  - Eugénie, mariée à Nicolas Leenhardt, négociant
  - Louise Castelnau (1808-1892), mariée à Alexander Westphal, consul
- Gilles Castelnau (1935)

## Dans la littérature
La famille est brièvement mentionnée dans Si le grain ne meurt d'André Gide.

## Pour approfondir